# Sergey Kotrikadze
Sergey Parmenovich Kotrikadze ou Sergo Parmenović Kotrikadze - respectivamente, em russo, Серге́й Парменович Котрикадзе e em georgiano, სერგო კოტრიკაძე (Chokhatauri, 9 de agosto de 1936 - Estocolmo, 3 de maio de 2011) - foi um futebolista e treinador de futebol georgiano.

## Carreira
Destacou-se pelo Dínamo Tbilisi, onde realizou 239 jogos entre 1955 e 1968. Jogou mais duas temporadas pelo Torpedo Kutaisi antes de encerrar a carreira novamente pelo Dínamo, onde atuou por 2 partidas em 1970.
Trabalhou ainda como auxiliar-técnico entre 1973 e 1974, também pelo Dínamo Tbilisi, e sua única experiência como técnico foi no WIT Georgia, onde chegou em 1997. Exerceu o cargo até 2001, quando encerrou a carreira no futebol aos 65 anos.
Kotrikadze foi convocado para a Copa de 1962, mas não jogou - foi segundo reserva de Lev Yashin durante a campanha do Exército Vermelho na competição. Pelo selecionado, o goleiro atuou em 2 jogos, ambos em 1962.

## Falecimento
Faleceu em maio de 2011, vitimado por um ataque cardíaco.